# Marie-Mai
Marie-Mai Bouchard, conosciuta semplicemente come Marie-Mai (Varennes, 7 luglio 1984), è una cantante canadese.

## Biografia
Avendo un padre musicista, Marie-Mai si avvicina alla musica sin dai primi anni, cominciando a suonare il piano e partecipando a vari musical. Nel 2003 arriva finalista alla prima edizione del reality musicale canadese Star Académie, arrivando poi terza nella competizione.
L'anno dopo incide il suo primo album Inoxydable, che vendendo più di 120 000 copie solo nel Québec viene certificato disco d'oro. Nel 2006 viene pubblicato anche in Francia.
Successivamente vengono pubblicati gli album Dangereuse attraction nel 2007 (disco d'oro in Canada), Version 3.0 nel 2009 e Miroir nel 2012 (entrambi dischi di platino in Canada). Nel 2014 viene pubblicato il suo quinto album di inediti, intitolato M e certificato subito disco d'oro.
Nel luglio 2014 esce nei cinema il film-concerto Live au Centre Bell - Traverser le Miroir, poi pubblicato in formato DVD nel novembre dello stesso anno. Il DVD ottiene presto un grandissimo successo di vendite, arrivando ad essere certificato quadruplo disco di platino in Canada per le oltre 40 000 copie vendute in appena tre mesi dalla sua uscita.
Ha lavorato anche come doppiatrice prestando la sua voce al personaggio Puffetta nella versione francocanadese dei film I Puffi e I Puffi 2.

## Discografia

### Album in studio
- 2004 – Inoxydable
- 2007 – Dangereuse attraction
- 2009 – Version 3.0
- 2012 – Miroir
- 2014 – M

### EP
- 2011 – For the First Time

## Videografia

### Album video
- 2006 – La tournée Inoxydable
- 2014 – Live au Centre Bell - Traverser le Miroir

## Collaborazioni
| Anno | Canzone                                       | Album                   |
| ---- | --------------------------------------------- | ----------------------- |
| 2008 | Kill the Lights (David Usher feat. Marie-Mai) | Wake Up and Say Goodbye |
| 2010 | Je Repars (David Usher feat. Marie-Mai)       | The Mile End Sessions   |
| 2011 | Jet Lag (Simple Plan feat. Marie-Mai)         | Get Your Heart On!      |